# Studiovertrag
Als Studiovertrag (engl. Studio Contract) bezeichnete man im Studiosystem der Filmindustrie Hollywoods einen Beschäftigungsvertrag, durch den ein Filmkünstler – zum Beispiel ein Filmschauspieler – für einen bestimmten Zeitraum exklusiv an ein Filmproduktionsunternehmen („Studio“) gebunden wurde. Bis in die 1950er Jahre bildeten Studioverträge, deren Laufzeit meist 7 Jahre betrug, in Hollywood den Normalfall eines Vertragsverhältnisses zwischen Studio und Künstler. Erst danach wurde es üblich, dass Künstler mit Produktionsfirmen Verträge für individuelle Filmprojekte abschlossen und dabei auch Gagen und Gewinnbeteiligungen aushandelten. Zu den üblichen Bestandteilen eines Studiovertrages zählte eine progressive Vergütung, die dem Künstler wochenweise ausgezahlt wurde, unabhängig davon, in wie vielen Filmen dieser eingesetzt wurde bzw. an wie vielen Tagen er tatsächlich arbeitete. Innerhalb eines Arbeitsjahres waren meist 40 Wochen bezahlt; die übrigen 12 Wochen waren unbezahlter Urlaub, in denen der Künstler auch nicht für andere Unternehmen arbeiten durfte. In welchen Filmprojekten das Studio ihn einsetzte, konnte der Künstler meist nur wenig beeinflussen. Die Studios auf der anderen Seite verschafften sich Flexibilität, indem sie, etwa im Falle von Personalengpässen, Künstler aneinander „ausliehen“ (Loan-Out). Üblich war es auch, Künstler, die sich missliebig gemacht hatten oder nicht eingesetzt werden konnten, etwa weil sie schwanger waren, für eine bestimmte Zeit unbezahlt zu suspendieren. Die Zeit, in der der Schauspieler suspendiert war, wurde von den Studios an die reguläre Laufzeit des Studiovertrages angehängt. Diese Praxis hatte bis zur Grundsatzentscheidung eines kalifornischen Berufsgerichts in einem Rechtsstreit zwischen Olivia de Havilland und Warner Brothers Bestand. 
Auch Vertragsschauspieler beschäftigten häufig eigene Agenten, diese fungierten jedoch mehr als Rechtsbeistände denn als Vermittler z. B. von Rollenangeboten. Ab Mitte der 1930er stieg der Einfluss von Agenten stetig an. Myron Selznick, Harry Edington und andere nahmen bestimmte Künstler unter Vertrag und führten die Verhandlungen mit den Studios über Gagen und Vertragsbestandteile. Obwohl das System der Studioverträge Filmkünstlern ein festes Einkommen bot, empfanden viele es als drastische Einschränkung ihrer beruflichen Selbstbestimmung. Viele Schauspieler kämpften aktiv gegen die restrikten Studioverträge und konnten auf diese Weise mitunter erfolgreich höhere Gagen und/oder Mitspracherechte in Bezug auf die Drehbücher erwirkten. James Cagney, Bette Davis, Kay Francis und Janet Gaynor waren teilweise in jahrelange Streitigkeiten mit ihren Studios verwickelt.
Ab Mitte der 1930er vermieden es gerade die Topstars, sich längerfristig an ein bestimmtes Studio zu binden und schlossen stattdessen teilweise parallel Verträge über jeweils nur eine bestimmte Anzahl von Filmen mit einzelnen Studios. Gleichzeitig wurde es üblich, neben einer festen Gage auch prozentuale Anteile am Einspielergebnis zu verlangen. Dieses free-lancing genannte System wurde erstmals von Barbara Stanwyck und Irene Dunne verfolgt. Auch Stars wie Carole Lombard, Cary Grant und Ronald Colman schafften es auf diese Weise, ihre Freiheit in Bezug auf die Auswahl der Filmstoffe zu wahren. 
Nachdem Olivia de Havilland Mitte der 1940er-Jahre ihren Rechtsstreit gegen Warner Brothers gewann und die Schauspieler mehr Rechte erhielten, außerdem die Macht der Filmstudios durch mehrere Gerichtsentscheidungen begrenzt wurde und das Fernsehen die Beliebtheit des Kinos schmälerte, wurden die Studioverträge zusehends weniger. Die meisten wichtigen Schauspieler und Filmschaffenden banden sich ab den 1950er-Jahren nicht mehr an Studioverträge.

## Weiterführende Literatur
- Jane Gaines: Contested Vulture: The Image, the Voice, and the Law. 1991
- Richard B. Jewell: The Golden Age of Cinema: Hollywood, 1929-1945. 2007
- Kerry Segrave: Film Actors organize: Union Formation Efforts in America, 1912-1937. 2009